# CA Alumni
Club Alumni – argentyński klub piłkarski z siedzibą w mieście Villa María będącym stolicą departamentu General San Martín leżącego w prowincji Córdoba.

## Osiągnięcia
- Mistrz regionalnej ligi Liga de Villa Maria: 1941

## Historia
Klub założony został 4 kwietnia 1934 roku i gra dziś w trzeciej lidze argentyńskiej Torneo Argentino A jako beniaminek.